# Ray Charles
Ray Charles, właśc. Raymond Charles Robinson Sr. (ur. 23 września 1930 w Albany, zm. 10 czerwca 2004 w Beverly Hills) – amerykański wokalista, muzyk i pianista, uważany za artystę, który ukształtował rhythm and blues. Charles wprowadził pełne uczuć brzmienie do muzyki country oraz popularnej, a o jego interpretacji „America the Beautiful” Ed Bradley z programu 60 Minutes powiedział: „to ostateczna wersja, amerykański hymn – klasyk, taki, jakim jest mężczyzna, który go wykonał”.
Frank Sinatra określił Charlesa mianem „jedynego prawdziwego geniusza w tym biznesie”. W 2004 roku magazyn muzyczny Rolling Stone umieścił muzyka na miejscu 10. listy 100 największych artystów wszech czasów oraz na miejscu 2. sporządzonej w 2008 roku listy 100 największych wykonawców wszech czasów.

## Życiorys

### Wczesne lata
Raymond Charles Robinson Sr. urodził się 23 września 1930 w Albany, w stanie Georgia. Był synem Arethy Williams, pracownicy tartaku, i Baileya Robinsona, mechanika. Jego rodzice nigdy się nie pobrali. Rodzina przeprowadziła się do Greenville na Florydzie, gdy Ray był dzieckiem. Wtedy też Bailey odszedł od Arethy, by mogła na nowo założyć rodzinę i wychowywać dzieci. Gdy Charles miał pięć lat, widział, jak jego młodszy brat George utonął.
W wieku 5 lat Ray zaczął tracić wzrok, a mając siedem lat stał się całkiem ociemniały. Muzyk nigdy nie wiedział dokładnie co spowodowało jego problemy ze wzrokiem. Pewne źródła mówią, iż przyczyną mogła być jaskra. Charles uczęszczał do szkoły dla niewidomych Florida School for the Deaf and Blind w St. Augustine na Florydzie, gdzie nauczył się alfabetu Braille’a, a także komponowania muzyki i grania na różnych instrumentach, m.in. na klarnecie, a potem na fortepianie. W czasie nauki Charlesa w szkole zmarli jego rodzice.
Zanim Charles ukończył szkołę, zaczął grać w wielu zespołach, wykonujących różne gatunki muzyczne, w tym m.in. jazz. Ciemne okulary, które szybko stały się jego znakiem firmowym, artysta zaczął nosić w 1948 roku, jako członek zespołu McSon Trio (gdzie Gosady McGee był gitarzystą, a Milton Garred basistą).
W 1947 roku Charles przeprowadził się do Seattle i wkrótce zaczął nagrywać, początkowo w wytwórni Swingtime. Wtedy powstał pierwszy hit muzyka, „Baby, Let Me Hold Your Hand”, z 1951 roku. Rok później Ray spotkał Ahmeta Ertegüna i podpisał kontrakt z wytwórnią Atlantic. Kiedy muzyk zaistniał na rynku muzycznym, skrócił imię i nazwisko z Raymond Charles Robinson do Ray Charles, by uniknąć zbieżności z bokserem Sugarem Rayem Robinsonem.

### Sukces
Niemal natychmiast po nawiązaniu współpracy z wytwórnią Atlantic muzyk nagrał dwa duże hity: piosenki „It Should Have Been Me” oraz „Mess Around”, autorstwa Ertegüna, które zdominowały amerykańskie listy przebojów w 1953 roku. Międzynarodowy sukces Charlesowi przyniósł jednak utwór „I Got a Woman”, skomponowany przez Renalda Richarda, członka zespołu Raya. Piosenka uplasowała się na szczycie notowania Billboard R&B w 1955 roku. W tym samym zestawieniu aż do 1959 roku na miejscu 1. regularnie pojawiały się utwory muzyka, w tym m.in. „This Little Girl of Mine”, „Lonely Avenue”, „Mary Ann”, „Drown in My Own Tears” i „Night Time Is the Right Time”, wydane na kompilacyjnych albumach Hallelujah, I Love Her So, Yes Indeed! oraz The Genius Sings the Blues.
W tym samym okresie Charles rozpoczął współpracę z grupą młodych dziewczyn z Filadelfii, tworzących zespół The Cookies. Zaczęły one nagrywać z muzykiem w Nowym Jorku, stanowiąc wokal wspierający. Z czasem Ray zmienił nazwę ich grupy z Cookies na The Raelettes. Jednym z największych hitów w dorobku Charlesa jest piosenka „What’d I Say”, która poza tym, że zajęła 1. pozycję na liście Billboard R&B/Hip-Hop, jako pierwszy utwór w historii muzyka uplasowała się w zestawieniu z muzyką popularną. Przed odejściem Charlesa z wytwórni Atlantic do wytwórni ABC Paramount Records w 1959 roku, z którą podpisał bardziej lukratywny kontrakt, muzyk zdążył jeszcze nagrać album The Genius of Ray Charles. Jedne z najpopularniejszych piosenek Raya: „Georgia on My Mind”, „Hit the Road Jack” i „Unchain My Heart” pomogły mu odnieść sukces w muzyce popularnej, a album Modern Sounds in Country and Western Music oraz jego sequel Modern Sounds in Country and Western Music, Vol. 2 wprowadziły country do gatunków muzyki mainstreamowej. To m.in. jego płyt słuchał młody Jimi Hendrix.

### Kolejne lata

Ray Charles z prezydentem Ronaldem Reaganem i pierwszą damą Nancy Reagan w 1984 roku

W 1965 roku Charles został aresztowany za posiadanie heroiny, od której uzależniony był przez niemal 20 lat. Muzyk został wtedy zatrzymany po raz trzeci, za każdym razem przyczyna była ta sama – narkotyki. W 1966 roku spędził rok na warunkowym przedterminowym zwolnieniu. Z nałogu wyleczył się w specjalistycznej klinice w Los Angeles.
Pod koniec lat 60. oraz w latach 70. twórczość Raya składała się albo z hitów, albo z krytycznie ocenianych utworów. Jego wersja „Georgia on My Mind” została 24 kwietnia 1979 roku uznana za hymn stanu Georgia. Porównywalnie duży sukces osiągnęło unikatowe wykonanie Charlesa piosenki „America the Beautiful”. W listopadzie 1977 roku muzyk wystąpił w roli prowadzącego w popularnym programie telewizji NBC, Saturday Night Live.
Pod koniec lat 80. wzrosła popularność Charlesa wśród młodzieży. Przyczyniła się do tego obecność Raya w ówczesnej popkulturze. Wystąpił gościnnie w filmie The Blues Brothers (gra w tej komedii niewidomego właściciela sklepu z instrumentami, który wykonuje „Shake a Tail Feather”, aby zademonstrować ich jakość), a w 1985 roku jego piosenka „Night Time Is the Right Time” wykorzystana została w serialu telewizyjnym The Cosby Show. Muzyk pojawił się także gościnnie w kilku serialach telewizyjnych, w tym m.in. Pomoc domowa, a także programach rozrywkowych. Na początku lat 90. Charles wystąpił również w reklamie napoju Pepsi, w której spopularyzował frazę „You Got the Right One, Baby!”.
W 1985 roku był jednym z artystów, którzy nagrali charytatywną piosenkę „We Are the World”. W 1988 roku Ray wystąpił wraz z nowojorskim baletem wykonującym jego choreograficznie opracowane klasyczne utwory. Wydarzenie to okazało się takim sukcesem, iż powtórzono je rok później.
W 1989 roku Charles stworzył swoją wersję piosenki „Itoshi no Ellie” japońskiego zespołu Southern All Stars, którego angielski tytuł brzmiał „Ellie My Love”. Nagrany na potrzeby kampanii reklamowej jednego z największych japońskich producentów alkoholi, utwór uplasował się na pozycji 3. notowania Oricon. Singel rozszedł się w Japonii w ilości 400,000 egzemplarzy i stał się tym samym najlepiej sprzedającym się singlem roku zagranicznego artysty w tym kraju.
Charles wystąpił podczas dwóch prezydenckich inauguracji w Stanach Zjednoczonych. W 1985 roku wystąpił w trakcie drugiej inauguracji Ronalda Reagana, a w 1993 roku wystąpił podczas pierwszej inauguracji Billa Clintona.
Pod koniec lat 80. i na początku lat 90. Charles wystąpił kilka razy w programie telewizyjnym The Super Dave Osbourne Show. W tym samym czasie pojawiał się gościnnie w wielu piosenkach i na albumach innych artystów, w tym m.in. w hicie „I’ll Be Good To You”, swojego przyjaciela Quincy’ego Jonesa.
Po śmierci Jima Hensona w 1990 roku, Charles wystąpił w godzinnym programie The Muppets Celebrate Jim Henson w telewizji CBS, będącym hołdem dla zmarłego twórcy słynnego Muppet Show. Muzyk wygłosił krótką mowę oraz wraz z obsadą Muppet Show wykonał piosenkę „It’s Not Easy Being Green”.

### Ostatnie lata
W 2000 roku Charles pojawił się gościnnie w serialu animowanym Śladem Blue, wcielając się w fikcyjną postać G-Clefa. W trakcie nagrań odcinka oraz po jego zakończeniu muzyk stworzył wraz z Traci Paige Johnson i Steve’em Burnsem, członkami obsady serialu, piosenkę „There It Is”. Po jej nagraniu Ray powiedział: „To sprawiło mi najwięcej radości, odkąd spotkałem Ronalda Reagana w 1984 roku.”.
W 2002 roku muzyk wystąpił podczas festiwalu Blues Passions Cognac we Francji.
W 2002 roku Ray był jednym z artystów, którzy wystąpili w ramach pokojowego koncertu w Rzymie. Koncert odbył się wewnątrz antycznego Koloseum i był pierwszym tego typu wydarzeniem w tym miejscu od roku 404. Występ zorganizowany został przez międzynarodową organizację Global Forum oraz fundację Listen Up Foundation, założoną przez Quincy’ego Jonesa.
W czerwcu 2003 roku Charles wykonał z fanem swej twórczości Vanem Morrisonem piosenkę „Crazy Love”. Zapis tego występu wydany został na kompilacyjnym albumie Morrisona z 2007 roku, The Best of Van Morrison Volume 3. W tym samym roku muzyk wykonał „Georgia on My Mind” i „America the Beautiful” podczas bankietu w Waszyngtonie, co było jego ostatnim publicznym występem. Po raz ostatni Ray publicznie pojawił się 30 kwietnia 2004 roku, kiedy jego studio nagraniowe zostało uznane za miejsce historyczne miasta Los Angeles.
Ray Charles zmarł 10 czerwca 2004 roku na raka wątrobowokomórkowego w swoim domu w Beverly Hills w Kalifornii. Muzyk został pochowany na cmentarzu Inglewood Park Cemetery w Inglewood w Kalifornii.
Ostatni album muzyka, Genius Loves Company, wydany został dwa miesiące po śmierci Raya. Składa się z utworów nagranych przez Charlesa z różnymi artystami: B.B. Kingiem, Vanem Morrisonem, Williem Nelsonem, Jamesem Taylorem, Gladys Knight, Michaelem McDonaldem, Natalie Cole, Eltonem Johnem, Bonnie Raitt, Dianą Krall, Norah Jones i Johnnym Mathisem. Płyta zdobyła osiem nagród Grammy, a duety z Eltonem Johnem i B.B. Kingiem cieszyły się dużym uznaniem. Na albumie znalazła się piosenka „Over the Rainbow” Harolda Arlena w interpretacji Charlesa, która została wykonana podczas występu na cześć zmarłego muzyka.
Po śmierci Charlesa ukazały się jeszcze dwa inne albumy z jego muzyką. Wydana w 2005 roku płyta Genius & Friends składa się z piosenek nagranych w duetach z artystami, których Charles wybrał osobiście w latach 1997–2004. Z kolei wydany rok później album Ray Sings, Basie Swings zawiera utwory powstałe w wyniku połączenia zapisu głosu muzyka z koncertu w 1974 roku z muzyką Counta Basiego. Producentem tej płyty był perkusista Gregg Field, który grał razem z Charlesem oraz Basiem.

### Kontrowersje i krytyka
Mimo swego poparcia dla Martina Luthera Kinga Jr. w latach 60. oraz ruchowi praw obywatelskich Charles wzbudził wiele kontrowersji, kiedy wybrał się w trasę koncertową po RPA w 1981 roku, która była ówcześnie bojkotowana na arenie międzynarodowej z powodu obowiązującego tam apartheidu.
Susaye Greene, była członkini zespołu Charlesa, The Raelettes, a także grup The Supremes i Wonderlove, obecnie artystka solowa, była jedyną piosenkarką z The Raelettes, która zaśpiewała na pogrzebie muzyka. Do tej sytuacji odniosła się nawet telewizja BBC, komentując: „Uwadze nie umknął fakt, że Susaye była jedyną członkinią The Raelettes, która zaśpiewała na pogrzebie Raya”.

## Życie prywatne
Charles był żonaty dwukrotnie, z różnymi kobietami miał dwanaścioro dzieci. Jego pierwszą żoną była Eileen Williams. Ich małżeństwo nie trwało jednak długo, bo zawarte zostało 31 lipca 1951 roku, a zakończyło się w 1952 roku. Drugą żoną muzyka była Della Beatrice Howard Robinson, z którą miał trzech synów. Małżeństwo z Dellą trwało znacznie dłużej, bo od 5 kwietnia 1955 roku do 1977 roku. Wieloletnią przyjaciółką i partnerką Raya aż do chwili jego śmierci była Norma Pinella.
Dzieci muzyka to:
- Charles Wayne Hendricks (syn Marge Hendricks – członkini The Raelettes)
- Evelyn Robinson (córka Louise Mitchell)
- Raenee Robinson (córka Mae Mosely Lyles)
- Sheila Robinson (córka Sandry Jean Betts)
- Vincent Kotchounian (syn Arlette Kotchounian – pracowała z Charlesem jako fotograf przy tworzeniu albumu Would You Believe?)
- David Robinson (syn Delli Robinson)
- Ray Charles Robinson Jr. (syn Delli Robinson)
- Reverend Robert Robinson (syn Delli Robinson)
- Reatha Butler
- Alexandria Bertrand (córka Chantelle Bertrand)
- Robyn Moffett (córka Glorii Moffett)
- Ryan Corey Robinson den Bok (syn Mary Anne den Bok)

## Filmografia
- Swingin’ Along (1961)
- Ballad in Blue (1964)
- The Big T.N.T. Show (1966) (dokument)
- The Blues Brothers (1980)
- Limit Up (1989)
- Listen Up: The Lives of Quincy Jones (1990) (dokument)
- Love Affair (1994)
- Szklanką po łapkach (1996)
- Pomoc domowa (1997–1998) jako Sammy Jones (gościnnie; cztery odcinki)
- The Extreme Adventures of Super Dave (2000)

## Ray: film
W 2004 roku powstał film biograficzny, przedstawiający historię życia i kariery Raya Charlesa w latach 1930-1966. Jamie Foxx wcielił się w tytułową rolę muzyka. Rola przyniosła mu nagrodę Akademii Filmowej dla najlepszego aktora pierwszoplanowego. Sam obraz otrzymał również nominację do Oscara w kategorii najlepszy film. Duża popularność, a także liczba nominacji i nagród zdobytych przez film zaskoczyła zarówno jego obsadę, jak i producentów.
Zanim rozpoczęły się zdjęcia do filmu, jego reżyser Taylor Hackford, zorganizował spotkanie Foxxa z Charlesem. Usiedli przy dwóch pianinach i zaczęli wspólnie grać. Ray sprawdzał aktora przez dwie godziny, po czym przestał grać, wstał, uścisnął Foxxa, dał mu swoje błogosławieństwo i powiedział: „To on... on potrafi to zrobić.”.
Charles pragnął uczestniczyć w premierze filmu, jednak zmarł zanim nastąpiła. Zdążył jednak zapoznać się wcześniej za pomocą alfabetu Braille’a z dwiema scenami obrazu.
Ray oparty jest na prawdziwych wydarzeniach, ale część postaci, miejsc i sytuacji została nieco zmieniona.

## Wyróżnienia i zaszczyty

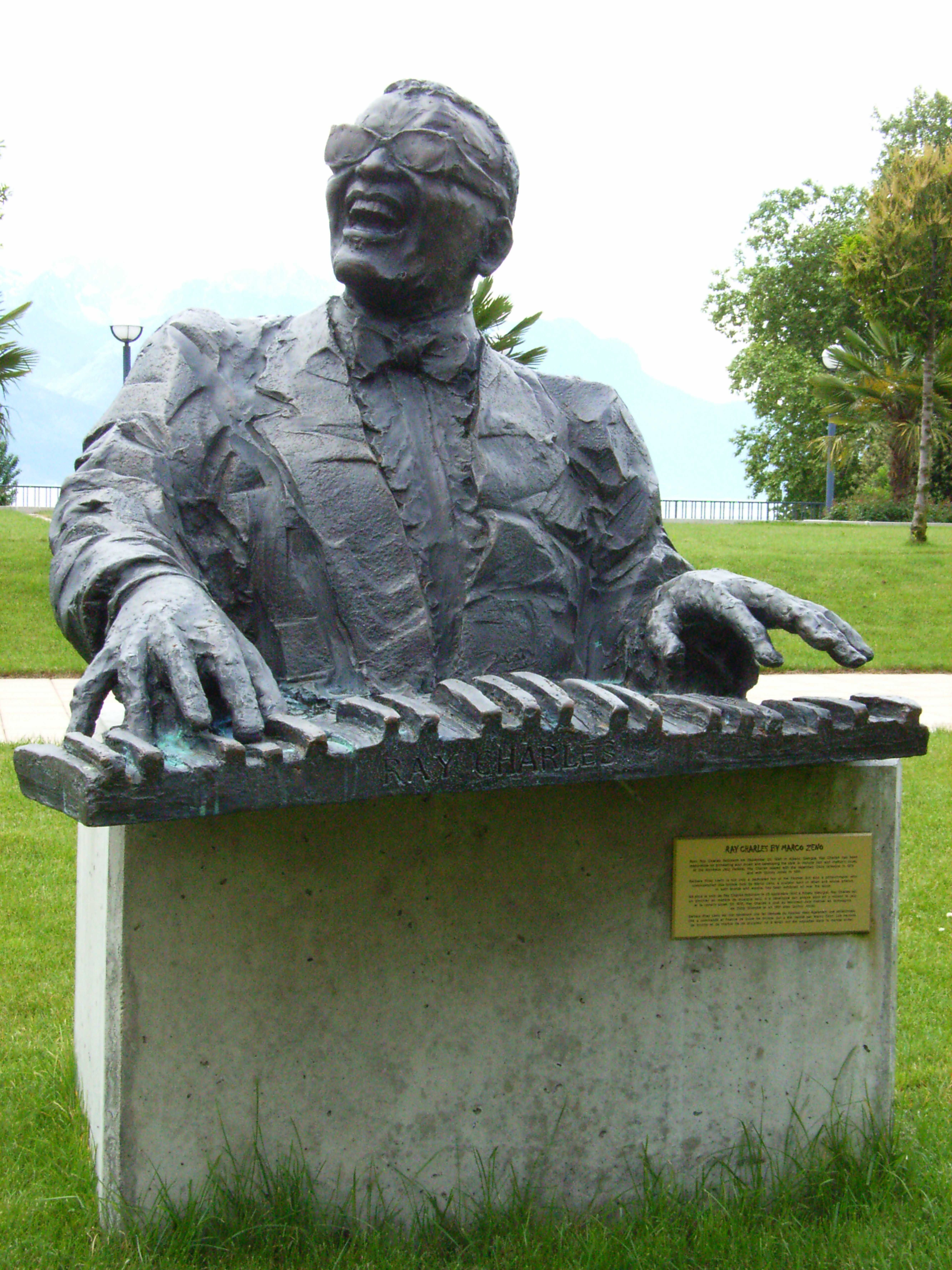
Pomnik Raya Charlesa w ogrodzie hotelu Montreux Palace.

Poza zdobyciem kilku statuetek Grammy, Charles był w swoim życiu wielokrotnie wyróżniany w inny sposób. W 1979 roku był jednym z pierwszych artystów, którzy zostali umieszczeni w Georgia State Music Hall of Fame. Jego wersja „Georgia on My Mind” została ponadto ustanowiona hymnem stanu Georgia. W 1976 roku muzyk został członkiem Songwriters Hall of Fame. Został również uznany człowiekiem roku 1976 przez Beverly Hills Lodge of the B’nai B’rith. W 1968 roku Ray wprowadzony został do Playboy Magazine Hall of Fame. W 1981 roku otrzymał swoją gwiazdę na Hollywood Walk of Fame. W 1983 roku został członkiem NAACP Hall of Fame. Był jednym z pierwszych artystów wprowadzonych do Rock and Roll Hall of Fame, podczas inauguracyjnej ceremonii muzeum w 1986 roku. W 1987 roku muzyk otrzymał nagrodę Grammy Lifetime Achievement Award, a w 1994 roku statuetkę Lifetime Achievement Award przyznaną przez Johnson Publishing Company oraz nagrodę Helen Keller Personal Achievement Award od American Foundation for the Blind. W 1995 roku przyznano mu również nagrodę Horatio Alger Award. W 1990 roku amerykańska Advertising Age nazwała artystę sławnym prezenterem roku. W 1991 roku stał się on członkiem Rhythm & Blues Foundation. Tego samego roku seria reklam DietPepsi z jego udziałem wybrana została kampanią reklamową roku, a sama reklama była najpopularniejszym spotem. Pierwsza z reklam serii okrzyknięta została najlepszą reklamą wszech czasów.
W 2004 roku Charles został wprowadzony do Jazz Hall of Fame oraz National Black Sports & Entertainment Hall of Fame. 27 grudnia 2007 roku Ray został wprowadzony do Hit Parade Hall of Fame.
W 1986 roku Charles otrzymał nagrodę, przyznaną mu przez Kennedy Center. Podczas corocznej gali w Kennedy Center for the Performing Arts w Waszyngtonie przyznawane są indywidualne nagrody dla ludzi, którzy wnieśli wybitny wkład w kulturę i sztukę. Ray był jedynym czarnoskórym i jedynym muzykiem uhonorowanym w 1986 roku, a także drugim najmłodszym nagrodzonym w historii ceremonii do 1986 roku.
W 1986 roku Charles po raz drugi odznaczony został przez rząd Francji Orderem Kawalera Sztuki i Literatury.
W 1990 roku Ray otrzymał honorowy doktorat sztuk pięknych University of South Florida. W 1996 Occidental College również przyznał artyście honorowy doktorat sztuk pięknych.
W 1991 roku stacja telewizyjna Fox wyemitowała program 50 Years of Music Making: A Tribute to Ray Charles, będący hołdem dla Charlesa. Przedstawiał on koncert na cześć muzyka, podczas którego wystąpili m.in. Michael Bolton, Willie Nelson i Stevie Wonder, a także materiały na temat artysty.
W 1993 roku Ray otrzymał National Medal of Arts, przyznany mu przez Kongres Stanów Zjednoczonych i wręczony przez Billa Clintona.
W 1995 roku artysta otrzymał gubernatorską nagrodę Governor’s Performing Arts Award.
W 2004 roku magazyn muzyczny Rolling Stone umieścił muzyka na miejscu 10. listy 100 największych artystów wszech czasów oraz na miejscu 2., sporządzonej w 2008 roku listy 100 największych wykonawców wszech czasów.
Ceremonia rozdania nagród Grammy w 2005 roku została w całości zadedykowana Charlesowi.
7 grudnia 2007 roku w Albany w Georgii otwarty został plac Ray Charles Plaza z obrotowym, oświetlanym pomnikiem muzyka siedzącego przy pianinie.

## Ray Charles Post Office Building
We wtorek, 12 lipca 2005 roku, prezydent George Bush podpisał ustawę (PL 109-25) złożoną przez członkinię Kongresu, Diane E. Watson, zgodnie z którą budynek poczty położony przy bulwarze W. Washingtona 4960 w Los Angeles w Kalifornii przyjął imię Charlesa i obecnie nosi nazwę Ray Charles Post Office Building. 24 sierpnia 2005 roku Kongres Stanów Zjednoczonych uhonorował muzyka, zmieniając nazwę poczty West Adams Station w Los Angeles na Ray Charles Station.